# Scinax alter
Scinax alter é uma espécie de anfíbio da família Hylidae. Endêmica do Brasil, onde pode ser encontrada nos estados da Bahia, Espírito Santo, Rio de Janeiro e Minas Gerais.